# Herb gminy Tokarnia
Herb gminy Tokarnia – jeden z symboli gminy Tokarnia, ustanowiony 11 lutego 2002.

## Wygląd i symbolika
Herb przedstawia na tarczy koloru błękitnego czarnego cietrzewia, trzymającego w szponach czarno-złoty róg myśliwski, pochodzący z herbu Trąby.